# Hanuš Wihan
Hanuš Wihan (Police nad Metují, 5. lipnja 1855. – 1. svibnja 1920.) bio je poznati češki violončelist, smatran i najboljim u svoje vrijeme. Najpoznatiji je ostao po izvođenju djela Antonína Dvořáka i glazbe romantizma. Osnivač je, a kasnije i član, Bohemijskog kvarteta, koji je tijekom četrdesetgodišnjeg postojanja postao poznat širom svijeta.

## Rani život
Hanuš Wihan je rođen 5. lipnja 1855. u mjestu Police nad Metují, u Královéhradečkom kraju, u vrijeme kada su se češke zemlje nalazile pod upravom Austrijskog Carstva. 1868. upisao se na Praški konzervatorij, u dobi od svega 13 godina, da bi studij violončela završio na konzervatoriju u Sankt-Peterburgu, s poznatim ruskim violončelistom Karlom Davidovom. S 18 godina postao je učitelj na Mozartovoj akademiji u Salzburgu. Pridružio se privatnom orkestru ruskog pokrovitelja u Nici i Luganu. Kasnije se priključuje Simfonijskom orkestru Benjamina Blisea u Berlinu, koji je bio preteča Berlinske filharmonije, zajedno s češkim violinistom Karelom Halířom. Svirao je i u Simfonijskom orkestru Princa Schwarzenburga u Sondershausenu, gradu u Tringliji, gdje je postao blizak prijatelj s Franzom Lisztom, te u orkestru u Münchenu, gdje je Franz Strauss svirao prvi rog. Tijekom osmogodišnjeg sviranja u Münchenu, Wihan se sprijateljio i s Richardom Wagnerom, koji ga je angažirao i da svira na tradicionalnom glazbenom festivalu u Bayreuthu, i njegovim sinom Richardom Straussom. Richard Strauss je svoju Sonatu u F-duru za violončelo posvetio upravo Wihanu i članovima kvarteta Walter String Quartet (Benno Walter, Michael Steiger i Anton Thoms), a Wihan mu je u znak zahvalnosti bio prvi koji je javno izveo skladbu u Nürnbergu, 8. prosinca 1883. Osim spomenute sonate, Strauss je napisao i Romancu za čelo i orkestar. Iako ju nije posvetio Wihanu, upravo ju je on i prvi premijerno izveo 15. veljače 1884. u njemačkom gradu Baden-Baden.
Wihan se 1880-ih vjenčao s Dorom (rođenom Weis), pijanisticom iz Dresdena, koja je bila zaljubljena u Wihanova prijatelja Richarda Straussa, koji je od nje bio mlađi pet godina. Iako nema pisanih dokaza da se dogodila nekakva ljubavna afera, smatra se da je Wihan, koji je bio vrlo zavidan po prirodi i nije podnosio da mu se drugi miješaju u posao, prekinuo bračno zajedništvo s Dorom. Nakon prekida vratio se u svoj alma mater grad, Prag.